# Eupithecia mystica
Eupithecia mystica är en fjärilsart som beskrevs av Karl Dietze 1913. Eupithecia mystica ingår i släktet Eupithecia och familjen mätare. Inga underarter finns listade i Catalogue of Life.